# XIII Всемирный фестиваль молодёжи и студентов
XIII Всемирный фестиваль молодёжи и студентов — фестиваль, проводившийся с 1 по 8 июля 1989 года в Пхеньяне, КНДР. Лозунг фестиваля — «За антиимпериалистическую солидарность, мир и дружбу»(кор. 반제련대성, 평화와 친선을 위하여!).

## История
Впервые фестиваль прошёл в азиатской стране.
По данным КНДР, пхеньянский фестиваль «был проведён на высшем уровне под мудрым руководством Ким Чен Ира», который занимался организацией строительства фестивальных объектов и планированием программы ВФМС.
Навстречу фестивалю «были успешно построены свыше 260 крупных объектов, в том числе Стадион Первого мая на 150 тысяч мест, жилые дома на 5 тысяч квартир на проспекте Кванбок для части участников фестиваля, улица Чхончхун со спортивными комплексами, а также не ведённая в нужные сроки гостиница «Рюгён».
По случаю фестиваля в октябре 1988 года Ким Чен Ир опубликовал труд «Современная эпоха и задачи молодёжи».
Перед открытием фестиваля Ким Чен Ир осуществил руководство на месте генеральной репетицией церемоний открытия и закрытия». По его предложению, на церемонии открытия выступили артисты-трубачи, одетые в костюмы, стилизованные под наряд богачей древнего государства Когурё.
Стадион Первого мая, построенный к XIII Всемирному фестивалю молодёжи и студентов, использовался для проведения церемоний открытия и закрытия, а также фестивального шествия. Он был и остаётся крупнейшим в мире стадионом.
В фестивале приняли участие 22 тысячи человек, в том числе представители молодёжи и студентов 180 стран с пяти континентов мира, представители 64 международных и региональных организаций. В фестивале участвовали главы партий и правительств, многие высокие и почетные гости, общественные деятели разных стран мира и зарубежные соотечественники… При открытии фестиваля Ким Ир Сен выступил с приветственной речью «Молодёжь и студенты, будьте пионерами своей эпохи».
В фестивале участвовала южнокорейская студентка Лим Су Гён, позднее осуждённая южнокорейскими властями за нарушение демаркационной линии.

## Программа фестиваля
Фестиваль длился 8 дней, каждый день был приурочен к различным тематикам:
| Дата проведения         | Название                                                | Описание | Место                  |
| ----------------------- | ------------------------------------------------------- | -------- | ---------------------- |
| Церемония открытия      |                                                         |          |                        |
| 1 июля                  | Церемония открытия                                      |          | Пхеньян, Стадион 1 Мая |
| Дискуссионная программа |                                                         |          |                        |
| 2 июля                  | День мира                                               |          | Пхеньян                |
| 3 июля                  | День независимости и национально-освободительной борьбы |          | Пхеньян                |
| 4 июля                  | День экологических кризисов                             |          | Пхеньян                |
| 5 июля                  | День дружбы и интернациональной солидарности            |          | Пхеньян                |
| 6 июля                  | День прав молодёжи и студентов                          |          | Пхеньян                |
| 7 июля                  | День КНДР                                               |          | Пхеньян                |
| Культурная программа    |                                                         |          |                        |
|                         |                                                         |          | Пхеньян                |
| Спортивная программа    |                                                         |          |                        |
|                         |                                                         |          | Пхеньян                |
| Церемония закрытия      |                                                         |          |                        |
| 8 июля                  | Церемония закрытия                                      |          | Пхеньян, Стадион 1 Мая |

## В культуре

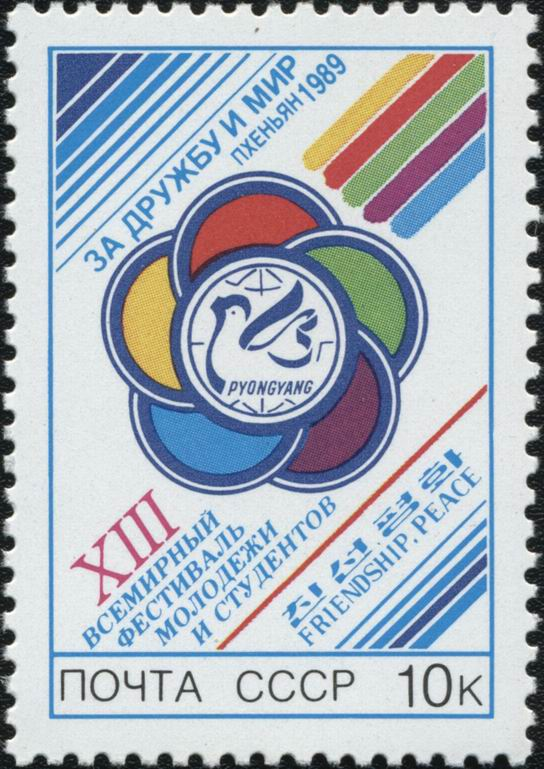
Почтовая марка СССР, 1989 год.

В КНДР выпустила серию памятных монет с эмблемой фестиваля медно-никелевую достоинством 5 вон, серебряную (14,8 г, 999 проба) достоинством 20 вон и золотую (7,77 г, 999 проба) достоинством 250 вон.
В КНДР и СССР были выпущены почтовые марки в честь Фестиваля.
Также, в КНДР было снято немалое количество мультфильмов, один из таких — «Добро пожаловать в Пхеньян»(кор. 어서 오시라 평양으로!).